# Portio vaginalis uteri

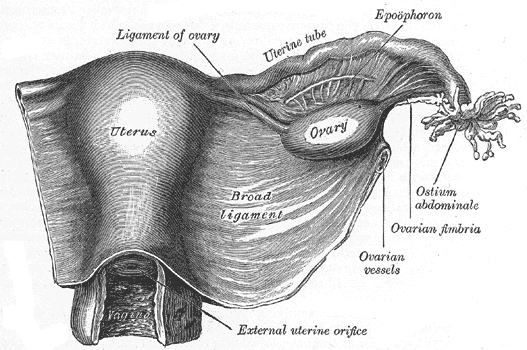
Blick auf die eröffnete Vagina. Am unteren Ende der Gebärmutter befindet sich die Portio vaginalis uteri (engl. „External uterine orifice“)

Die Portio vaginalis uteri (lateinisch für „Scheidenteil der Gebärmutter“), im klinischen Sprachgebrauch häufig kurz als Portio uteri oder Portio (lateinisch für „Teil“, „Anteil“) bezeichnet, ist der Teil der Gebärmutter (Uterus), der in die Scheide (Vagina) hineinragt. Am unteren Ende der Portio ist die vaginalseitig gelegene Öffnung des Gebärmutterhalskanals als äußerer Muttermund sichtbar. Der die Portio umgebende Abschnitt der Scheide wird als Scheidengewölbe (Fornix vaginae) bezeichnet. Eine Portio vaginalis uteri kommt bei den meisten Säugetieren vor, sie fehlt dagegen beispielsweise bei Schweinen.
Während des Geburtsvorganges muss sich diese Engstelle im Geburtskanal bei der Frau auf über zehn Zentimeter dehnen. Die Hebamme tastet bei der vaginalen Untersuchung mit zwei Fingern die Weite.

## Physiologische Veränderungen

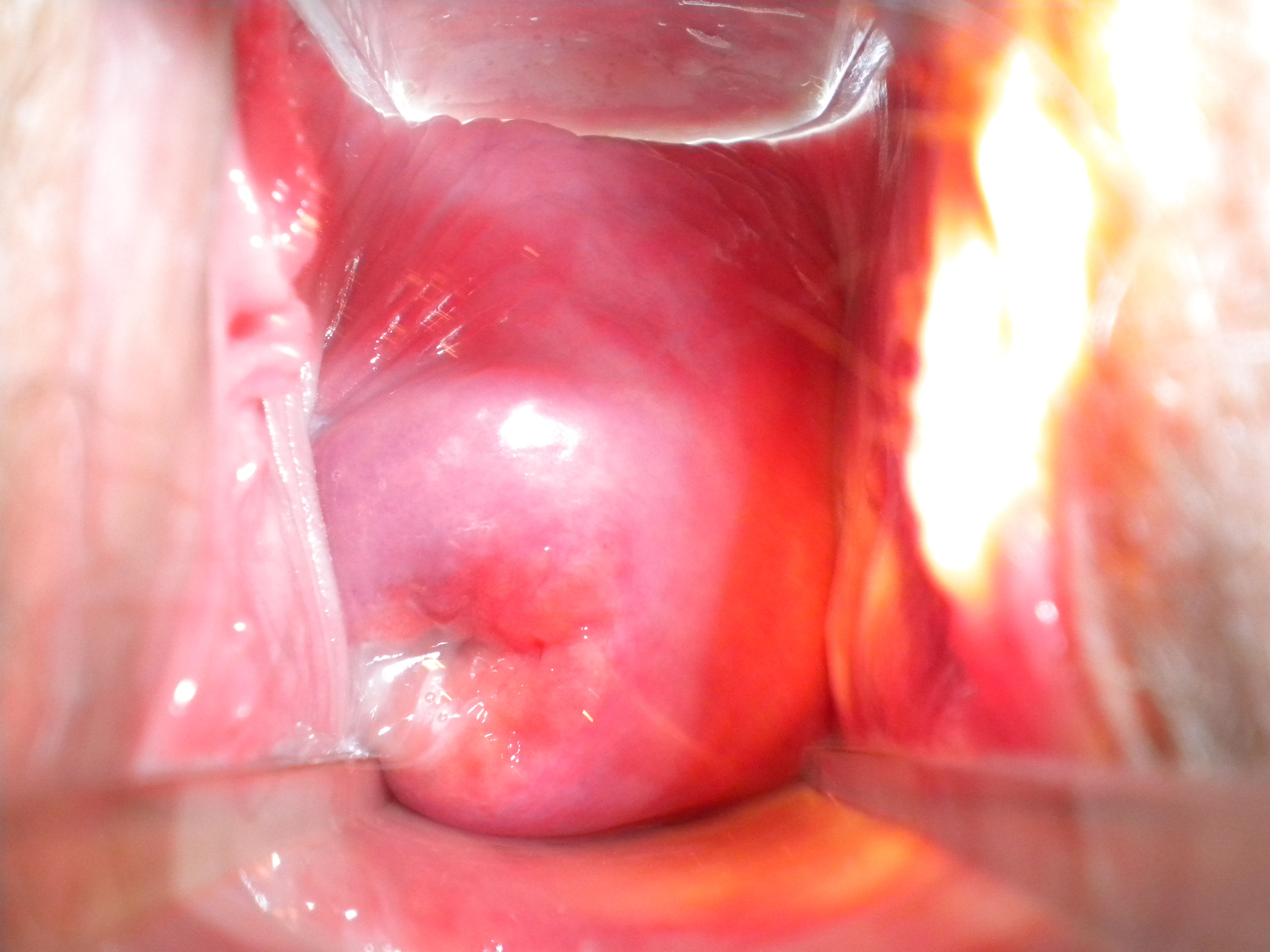
Der äußere Muttermund Portio vaginalis uteri einer stillenden Frau nach zweimaliger Geburt, Para 2. Es ist eine physiologische Portioektopie zu sehen. Blick von der Vulva aus.

Die Portio bildet die Grenze zwischen dem Plattenepithel der Vagina und dem Drüsenepithel des Gebärmutterhalskanals. Diese Grenze ist abhängig vom Hormonstatus der Frau. Sowohl beim neugeborenen Mädchen wie bei der gebärfähigen Frau ragt das Drüsenepithel aus der Cervix heraus und bedeckt Teile der Portio. In der Kindheit oder im Senium ist die Portio von Plattenepithel bedeckt, die Drüsenepithelzellen weichen in den Gebärmutterhalskanal zurück.

## Umwandlungszone
Im Falle einer Portioektopie bildet sich durch eine Ausstülpung der Zervixschleimhaut eine sogenannte Pseudoerosion, in deren Bereich sich das nicht verhornende Plattenepithel der Scheide in das Zylinderepithel der Zervix umwandelt und dabei streifen-, zapfen- oder netzförmige Strukturen bildet. Die Grenze zwischen dem Platten- und Zylinderepithel wird auch als Umwandlungszone bezeichnet.
Als offene Umwandlungszone münden die Ausführungsgänge der Gebärmutterhalsdrüsen frei auf der Oberfläche der Portio, als geschlossene Umwandlungszone sind sie von Plattenepithel bedeckt, so dass sich Retentionszysten (sogenannte Ovula Nabothi) bilden können.

## Histologie
Veränderungen des Plattenepithels werden als Zervikale intraepitheliale Neoplasie (CIN) bezeichnet. Hierbei wird die histologisch/mikroskopisch sichtbare Veränderung als PAP-Status bezeichnet, die Einteilung in Stufen erfolgt aber nach CIN.